# Rochefort-Samson
Rochefort-Samson település Franciaországban, Drôme megyében. Lakosainak száma 1061 fő (2022. január 1.). Rochefort-Samson Barbières, Beauregard-Baret, Chatuzange-le-Goubet, Léoncel és Marches községekkel határos.

## Népesség
A település népessége az elmúlt években az alábbi módon változott:
| Lakosok száma | 455  | 539  | 744  | 909  | 993  | 994  | 1007 | 1023 | 1022 | 1061 |
|               | 1968 | 1982 | 1990 | 2006 | 2013 | 2015 | 2017 | 2019 | 2020 | 2022 |